# Mệnh đề trạng ngữ (tiếng Anh)
Mệnh đề trạng ngữ là một mệnh đề độc lập có chức năng như một trạng ngữ; tức là, toàn bộ mệnh đề này bổ nghĩa cho một động từ, một tính từ, hoặc một trạng từ khác. Giống như với mọi mệnh đề khác, mệnh đề trạng ngữ bao gồm một chủ ngữ và một vị ngữ, mặc dù chủ ngữ hoặc động từ (trong vị ngữ) có thể thi thoảng bị loại bỏ.

## Tính chất
Mệnh đề trạng ngữ thông thường, không phải luôn luôn, được đi trước bởi một liên từ quan hệ - thi thoảng được gọi là trigger word. (Trong các ví dụ dưới đây, mệnh đề trạng ngữ được in nghiêng và liên từ quan hệ in đậm.)
- Mary, the aspiring actress, became upset as soon as she saw the casting list.

(chủ ngữ: she; vị ngữ: saw the casting list; mệnh đề trạng ngữ này bổ nghĩa cho động từ became)
- Peter Paul, the drama teacher, met with Mary after she came to the next class.

(chủ ngữ hiện: she; vị ngữ: came to the next class.; động từ vị ngữ: came; mệnh đề này bổ nghĩa cho động từ met;)
- He talked carefully in order to appear fair.
- He talked carefully in order.. [that 'he']  appear fair.

(chủ ngữ ẩn, he, bị loại bỏ; động từ vị ngữ: appear; mệnh đề trạng ngữ này bổ nghĩa cho trạng từ carefully)
- The little boy preferred fierce dinosaurs, as T rex.
- The little boy preferred fierce dinosaurs, as [was] T rex.

(chủ ngữ của mệnh đề trạng ngữ: T rex; vị ngữ của mệnh đề trạng ngữ: [was], được ẩn đi và ngầm định; mệnh đề trạng ngữ này bổ nghĩa cho động từ fierce.)
Theo Sidney Greenbaum và Randolph Quirk, mệnh đề trạng ngữ đóng vai trò chủ yếu là adverbial clauses function mainly as adjuncts hoặc disjuncts, which parts also perform in a sentence as adverbial phrases or as adverbial prepositional phrases (Greenbaum and Quirk,1990). Khác với các mệnh đề, các cụm từ không chứa chủ ngữ và vị ngữ; ví dụ:
- We left the convention the day before.

(cụm từ trạng ngữ; không có chủ cũng không có vị ngữ)
- We left before the speeches.

(cụm từ trạng ngữ; không có chủ cũng không có vị ngữ)
- We left after the speeches ended.

(cụm từ trạng ngữ; có chủ và có vị ngữ)
- We left after the speeches.

or, (".. after the speeches [ended]")
(cụm từ trạng ngữ; không có chủ cũng không có vị ngữ, nhưng động từ 'ended' được ngầm định)

## Phân loại
Mệnh đề trạng ngữ được phân loại thành vài nhóm phụ thuộc vào hành động và nghĩa của nó:
| Loại mệnh đề | Liên từ thường gặp | Chức năng | Ví dụ |
| thời gian    | Các liên từ trả lời cho câu hỏi "khi nào?", ví dụ: when, before, after, since, while, as, as long as, till, until, etc.; hoặc cặp liên từ: hardly...when, scarcely...when, barely...when, no sooner...than | Các mệnh đề này: Nói lên khi cái gì đó xảy ra bằng cách chiếu tới một khoảng hay một điểm thời gian, hoặc tới một sự kiện khác. | Her goldfish died when she was young. He came after night had fallen. We barely had gotten there when mighty Casey struck out. |
| điều kiện    | if, unless, lest | Nói về một tình hiểu có thể hoặc giả định và hậu quả của nó.                                                                    | If they lose weight during an illness, they soon regain it afterwards.                                                         |
| mục đích     | in order to, so that, in order that | Nói về mục đích của một hành động.                                                                                              | They had to take some of his land so that they could extend the churchyard.                                                    |
| nguyên nhân  | because, since, as, given | Nói về lý do. | I couldn't feel anger against him because I liked him too much.                                                                |
| nhượng bộ    | although, though, while | Đưa ra hai tuyên bố, một cái đối nghĩa với cái kia hoặc khiến người nghe ngạc nhiên.                                            | I used to read a lot although I don't get much time for books now.                                                             |
| nơi chốn     | Answering the question "where?": where, wherever, anywhere, everywhere, etc. | Nói về vị trí của một cái gì đó.                                                                                                | He said he was happy where he was.                                                                                             |
| so sánh      | as...as, than, as | Nếu lên sự so sánh về kích thước, số lượng...                                                                                   | Johan can speak English as fluently as his teacher. She is a better cook than I.                                               |
| cách thức    | Answering the question, "how"?: as, like, the way | Nói về hành vi của ai đó hoặc cách thức một cái gì đó được thực hiện.                                                           | I was never allowed to do things as I wanted to do them.                                                                       |
| kết quả      | so...that, such...that | Nói về kết quả của một hành động hoặc sự kiện.                                                                                  | My suitcase had become so damaged that the lid would not stay closed.                                                          |

## Đường dẫn
- Adverb Clause Lưu trữ ngày 11 tháng 2 năm 2017 tại Wayback Machine
- How to Use Adverb Clauses Lưu trữ ngày 19 tháng 2 năm 2009 tại Wayback Machine